# Безумцы (телесериал)
«Безу́мцы» (англ. Mad Men) — американский драматический телесериал, выходивший на телеканале AMC с 19 июля 2007 года по 17 мая 2015 года. В главных ролях снялись Джон Хэмм, Элизабет Мосс, Винсент Картайзер, Дженьюари Джонс, Кристина Хендрикс и Джон Слэттери.
Шоу получило четыре рекордные премии «Эмми» подряд в категории «Лучший драматический сериал», а также выиграл несколько десятков других престижных наград и номинаций, а также получил крайне положительные отзывы критиков.

## Сюжет
В основе сюжета, разворачивающегося в 1960-е годы, работа вымышленного рекламного агентства «Стерлинг-Купер», расположенного на престижной Мэдисон-авеню в Нью-Йорке. В центре повествования жизнь его креативного директора Дона Дрейпера (Джон Хэмм) и его коллег. Сотрудники престижного бюро на Мэдисон Авеню в погоне за внешним блеском жизни страдают от внутренней пустоты — и сами называют себя «безумцами».
Фоном в сериале отражена динамика изменений общественных нравов в США 60-х годов, включая темы супружеской измены, курения, алкоголизма, расизма, эмансипации женщин, антисемитизма, охраны окружающей среды и другие, а также, среди прочего, переданы атмосфера холодной войны, президентские выборы в США 1960 года, смерть Мэрилин Монро, Карибский кризис, убийства Джона Кеннеди, Мартина Лютера Кинга и Роберта Кеннеди, война во Вьетнаме и протесты во время съезда Демократической партии США в Чикаго в августе 1968 г.
Действие сериала начинается в марте 1960 года и заканчивается в ноябре 1970 года.

## Производство

### Концепция
В 2000 году, работая в качестве штатного сценариста для «Бекера», Мэттью Вайнер написал первый вариант сценария пилотного эпизода шоу, которое позже назовут «Безумцами». Телевизионный продюсер Дэвид Чейз позвал Вайнера работать в качестве сценариста в его сериале «Клан Сопрано» от HBO, после того, как прочёл этот сценарий в 2002 году. «Он [сценарий] был увлекательный и в нём было нечто новое», сказал Чейз. «Там был некто [Вайнер], кто написал рассказ о рекламе в 1960-е годах, и смотрел на недавнюю американскую историю через эту призму». Вайнер и его представители в индустрии развлечений и ICM пытались продать пилотный сценарий каналу HBO и Showtime, но из этого ничего не вышло. Из-за отсутствия подходящего канала, который бы заинтересовался сценарием, проект застопорился на годы, пока менеджер из команды Вайнера, Ира Лисс, не предложила его вице-президенту по развитию канала AMC Кристине Уэйн. «Клан Сопрано» завершал свой финальный сезон, и кабельный канал стал искать новое шоу для показа. По словам президента AMC, «канал искал хорошую идею для запуска своего первого оригинального телесериала, и мы поставили на то, что качество будет преобладать над популярными шаблонами».

### Влияние
Вайнер назвал Альфреда Хичкока как человека, оказавшего основное влияние на стиль сериала, особенно отметив его фильм «К северу через северо-запад»; также он назвал режиссёра Вонга Карвая из-за его музыки, мизансцен и редакционного стиля. Вайнер отметил в интервью, что «Чёртова служба в госпитале Мэш» и «Счастливые дни», два телевизионных шоу 1970-х годов о 1950-х годах, служат своего рода «лакмусовой бумажкой для культуры» и способом «напомнить людям, что они имеют неправильное представление о прошлом, о любом прошлом». Он также заявил, что «„Безумцы“ являются в некотором роде мыльной версией „Западного крыла“, если не „Клана Сопрано“».

### Название
Английское название Mad Men, означающее в прямом переводе на русский язык «Безумцы» в действительности является сокращением словосочетания Madison ad men или Madison avenue ad men (в приблизительном переводе «Рекламщики с Мэдисон-авеню»), по месту расположения крупнейших рекламных агентств США середины XX века. В этот период в американском деловом обиходе название «Мэдисон-авеню» (англ. Madison Avenue) являлось обобщающим для обозначения рекламной индустрии.

### Съёмки и сценография
Пилотный эпизод был снят в Silvercup Studios и различных местах города Нью-Йорк; последующие эпизоды были сняты в Los Angeles Center Studios. Шоу доступно для просмотра в формате высокой чёткости на AMC HD и через услугу видео по запросу, доступную на различных кабельных платформах. Сценаристы, в том числе и Вайнер, провели колоссальное исследование о том периоде, в котором происходит действие «Безумцев», чтобы сделать большинство аспектов шоу — в том числе сценографию, костюмы и реквизит — исторически точными. Аутентичный стиль сериала получил восхищение критиков. Каждый эпизод имеет бюджет в размере 2-2,5 млн долларов, в то время как бюджет пилота составил более 3-х млн. долларов. Говоря о сценах с участием курящих, Вайнер сказал: «Делать это шоу без курения было бы шуткой. Это было бы санитарно и это было бы фальшиво». Роберт Морс получил роль старшего партнёра Бертрама Купера; Морс снялся в двух фильмах 1967 года про аморальных бизнесменов, «Руководство для женатого мужчины», который был источником вдохновения для Вайнера, и «Как преуспеть в бизнесе, ничего не делая» (1967), в котором Морс воспроизвел свою роль в одноимённой бродвейской пьесе 1961 года (и которая в свою очередь была основана на сатирической повести бывшего директора нью-йоркского рекламного агентства Benton & Bowles, Inc., ныне прекратившего своё существование).
Вайнер сотрудничал с оператором Филом Абрахамом, постановщиком Робертом Шоу (который работал только над пилотным эпизодом) и Дэном Бишопом, который разрабатывал визуальный стиль, на который повлияло «в бо́льшей степени кино, нежели телевидение». Режиссёр Алан Тейлор, ветеран «Клана Сопрано», поставил пилотный эпизод, а также помог задать для шоу визуальный тон. Таким образом, чтобы передать «атмосферу таинственности» вокруг Дона Дрейпера, Тейлор, как правило, снимал Джона Хэмма со спины, или же только частично. Многие сцены, снятые в «Стерлинг-Купер», специально снимались с более низкой высоты, чтобы в композицию попадал потолок; это отражает дизайн и архитектуру того периода. Алан чувствовал, что ни стэдикам, ни ручная камера не будут уместны в «визуальной атмосфере того времени, и что эстетика не вписывается в [их] классический подход»; таким образом, место съёмок было разработано для удобного использования камеры на рельсах.

### Команда
Помимо создателя сериала, Мэттью Вайнер является продюсером, главным сценаристом и исполнительным продюсером; он прикладывал руку к созданию каждого эпизода — написание или сонаписание сценария, кастинг на различные роли и утверждение костюмов и сценографии. Он известен тем, что особенно придирчив ко всем аспектам сериала, а также ратует за высокий уровень секретности вокруг производственных деталей. Том Палмер служил в качестве соисполнительного продюсера и сценариста первого сезона. Скотт Хорнбэкер (который позже стал исполнительным продюсером), Тодд Лондон, Лиза Альберт, Андре и Мария Жакеметтон продюсировали первый сезон. Палмер, Альберт, Андре и Мария Жакеметтон также были сценаристами этого сезона. Бриджет Бедард, Крис Провензано и помощник сценариста Робин Вейт завершают команду сценаристов первого сезона.
Альберт, Андре и Мария Жакеметтон вернулась как контролирующие продюсеры во втором сезоне. Вейт также вернулся и был повышен до штатного сценариста. Хорнбэкер заменил Палмера в качестве соисполнительного продюсера второго сезона. Консультирующие продюсеры Дэвид Айзекс, Марти Ноксон, Рик Кливленд, и Джейн Андерсон присоединились к команде второго сезона. Вайнер, Альберт, Андре и Мария Жакеметтон, Фейт, Ноксон, Кливленд и Андерсон составили команду сценаристов второго сезона. Новая помощница сценариста Катер Гордон была стала ещё одним сценаристом в этом сезоне. Айзекс, Кливленд и Андерсон покинули команду в конце второго сезона.
Альберт остался контролирующим продюсером третьего сезона, в то время как Андре и Мария Жакеметтон стали консультирующими продюсерами. Хорнбэкер снова был повышен, на этот раз до исполнительного продюсера. Фейт вернулся как редактор, а Гордон стал штатным сценаристом. Ноксон остался консультирующим продюсером, наряду с новым консультирующим продюсером Фрэнком Пирсоном. Дави Уоллер присоединяется к команде в качестве сопродюсера. Вайнер, Альберт, Андре и Мария Жакеметтон, Фейт, Ноксон и Уоллер отвечали за сценарии в третьем сезоне. Новая помощница сценариста Эрин Леви, исполнительный редактор Кэтрин Хамфрис, координатор сценариев Бретт Джонсон и внештатный сценарист Эндрю Колвилл завершают команду создателей третьего сезона.
Алан Тейлор, Фил Абрахам, Дженнифер Гетцингер, Лесли Линка Глаттер, Тим Хантер, Эндрю Бернштейн, Майкл Аппендаль являются постоянными режиссёрами сериала. Мэттью Вайнер режиссировал финальный эпизод каждого сезона. Члены актёрского состава Джон Слэттери, Джаред Харрис и Джон Хэмм также выступили режиссёрами нескольких эпизодов.

## В ролях
| Актёр              | Персонаж          | Эпизоды | Сезоны       | Сезоны       | Сезоны       | Сезоны       | Сезоны       | Сезоны    | Сезоны    |
| Актёр              | Персонаж          | Эпизоды | 1            | 2            | 3            | 4            | 5            | 6         | 7         |
| ------------------ | ----------------- | ------- | ------------ | ------------ | ------------ | ------------ | ------------ | --------- | --------- |
| Джон Хэмм          | Дон Дрейпер       | 92      | Постоянно    | Постоянно    | Постоянно    | Постоянно    | Постоянно    | Постоянно | Постоянно |
| Элизабет Мосс      | Пегги Олсон       | 88      | Постоянно    | Постоянно    | Постоянно    | Постоянно    | Постоянно    | Постоянно | Постоянно |
| Винсент Картайзер  | Пит Кэмпбелл      | 87      | Постоянно    | Постоянно    | Постоянно    | Постоянно    | Постоянно    | Постоянно | Постоянно |
| Дженьюари Джонс    | Бетти Дрейпер     | 67      | Постоянно    | Постоянно    | Постоянно    | Постоянно    | Постоянно    | Постоянно | Постоянно |
| Кристина Хендрикс  | Джоан Холлоуэй    | 80      | Постоянно    | Постоянно    | Постоянно    | Постоянно    | Постоянно    | Постоянно | Постоянно |
| Брайн Батт         | Сэл Романо        | 34      | Постоянно    | Постоянно    | Постоянно    |              |              |           |           |
| Майкл Глэдис       | Пол Кинси         | 37      | Постоянно    | Постоянно    | Постоянно    |              | Гость        |           |           |
| Аарон Стэтон       | Кен Косгров       | 71      | Постоянно    | Постоянно    | Постоянно    | Постоянно    | Постоянно    | Постоянно | Постоянно |
| Рич Соммер         | Гарри Крейн       | 80      | Постоянно    | Постоянно    | Постоянно    | Постоянно    | Постоянно    | Постоянно | Постоянно |
| Мэгги Сифф         | Рейчел Менкен     | 9       | Постоянно    | Гость        |              |              |              |           | Гость     |
| Джон Слэттери      | Роджер Стерлинг   | 85      | Периодически | Постоянно    | Постоянно    | Постоянно    | Постоянно    | Постоянно | Постоянно |
| Роберт Морс        | Берт Купер        | 58      | Периодически | Периодически | Постоянно    | Постоянно    | Постоянно    | Постоянно | Постоянно |
| Джаред Харрис      | Лэйн Прайс        | 26      |              |              | Периодически | Постоянно    | Постоянно    |           |           |
| Кирнан Шипка       | Салли Бет Дрейпер | 64      | Периодически | Периодически | Периодически | Постоянно    | Постоянно    | Постоянно | Постоянно |
| Джессика Паре      | Меган Дрейпер     | 41      |              |              |              | Периодически | Постоянно    | Постоянно | Постоянно |
| Кристофер Стенли   | Генри Френсис     | 29      |              |              | Периодически | Периодически | Постоянно    | Постоянно | Постоянно |
| Джей Р. Фергюсон   | Стэн Риццо        | 39      |              |              |              | Периодически | Постоянно    | Постоянно | Постоянно |
| Кевин Рам          | Тед Чоу           | 27      |              |              |              | Периодически | Периодически | Постоянно | Постоянно |
| Бен Фельдман       | Майкл Гинсберг    | 22      |              |              |              |              | Периодически | Постоянно | Постоянно |
| Максвелл Хукаби    | Бобби Дрейпер     | 7       | Периодически |              |              |              |              |           |           |
| Аарон Харт         | Бобби Дрейпер     | 15      | Периодически | Периодически |              |              |              |           |           |
| Джаред Гилмор      | Бобби Дрейпер     | 19      |              |              | Периодически | Периодически |              |           |           |
| Мэйсон Вейл Коттон | Бобби Дрейпер     | 18      |              |              |              |              | Периодически | Постоянно | Постоянно |

1. ↑  Роберт Морс появился только в одном эпизоде второй половины седьмого сезона. Он был указан в титрах как приглашённый актёр.
2. ↑  Бен Фельдман не появлялся во второй половине седьмого сезона. Его имя было убрано из вступительных титров.

## Эпизоды
| Сезон | Сезон | Эпизоды | Эпизоды       | Оригинальная дата показа | Оригинальная дата показа |
| Сезон | Сезон | Эпизоды | Эпизоды       | Премьера сезона          | Финал сезона             |
| ----- | ----- | ------- | ------------- | ------------------------ | ------------------------ |
|       | 1     | 13      | 13            | 19 июля 2007             | 18 октября 2007          |
|       | 2     | 13      | 13            | 27 июля 2008             | 26 октября 2008          |
|       | 3     | 13      | 13            | 16 августа 2009          | 8 ноября 2009            |
|       | 4     | 13      | 13            | 25 июля 2010             | 17 октября 2010          |
|       | 5     | 13      | 13            | 25 марта 2012            | 10 июня 2012             |
|       | 6     | 13      | 13            | 7 апреля 2013            | 23 июня 2013             |
|       | 7     | 14      | 7             | 13 апреля 2014           | 25 мая 2014              |
| 7     | 7     | 14      | 5 апреля 2015 | 17 мая 2015              |                          |

## Реакция

### Приём критиков
«Безумцы» получили высокую оценку критиков с самого момента премьеры; сериал, как правило, включён критиками в списки величайших телесериалов всех времён. Американский институт киноискусства выбрал шоу в качестве одного из десяти лучших телесериалов из 2007, 2008, 2009, 2010, и 2012 годов (в 2011 году не вышло ни одного эпизода «Безумцев»); он был назван лучшим телевизионным шоу в 2007 году по версии Ассоциации телевизионных критиков и нескольких национальных изданий, в том числе Chicago Tribune, The New York Times, Pittsburgh Post-Gazette, Time и TV Guide. На сайте-агрегаторе Metacritic первый сезон имеет рейтинг 77/100; второй сезон набрал 88/100; третий сезон получил 87/100; в четвёртом сезоне рейтинг достиг 92/100; пятый сезон набрал 89/100; шестой сезон получил 88/100; первая часть седьмого сезона имеет рейтинг 85/100, а вторая часть седьмого сезона набрала 83/100. В 2013 году TV Guide поставил шоу на пятое место в списке из шестидесяти великих драм всех времен, а в списке 101-го сериала, снятого по лучшему сценарию, по версии Гильдии сценаристов США, сериал занят седьмую строчку. Роб Шеффилд из Rolling Stone назвал «Безумцев» «величайшим сериалом всех времён и народов».

### Рейтинги
| Сезон      | Таймслот (ET)     | Эпизоды | Премьера        | Премьера                    | Финал           | Финал                     | Зрители (миллионы) |
| Сезон      | Таймслот (ET)     | Эпизоды | Дата            | Зрители премьеры (миллионы) | Дата            | Зрители финала (миллионы) | Зрители (миллионы) |
| ---------- | ----------------- | ------- | --------------- | --------------------------- | --------------- | ------------------------- | ------------------ |
| 1          | Четверг 22:00     | 13      | 19 июля 2007    | 1,65                        | 18 октября 2007 | 0,93                      | 0,90               |
| 2          | Воскресенье 22:00 | 13      | 27 июля 2008    | 2,06                        | 26 октября 2008 | 1,75                      | 1,52               |
| 3          | Воскресенье 22:00 | 13      | 16 августа 2009 | 2,76                        | 8 ноября 2009   | 2,32                      | 1,80               |
| 4          | Воскресенье 22:00 | 13      | 25 июля 2010    | 2,90                        | 17 октября 2010 | 2,44                      | 2,27               |
| 5          | Воскресенье 22:00 | 13      | 25 марта 2012   | 3,54                        | 10 июня 2012    | 2,70                      | 2,61               |
| 6          | Воскресенье 22:00 | 13      | 7 апреля 2013   | 3,37                        | 23 июня 2013    | 2,69                      | 2,49               |
| 7, часть 1 | Воскресенье 22:00 | 7       | 13 апреля 2014  | 2,27                        | 25 мая 2014     | 1,94                      | 2,01               |
| 7, часть 2 | Воскресенье 22:00 | 7       | 5 апреля 2015   | 2,27                        | 17 мая 2015     | 3,29                      | 2,12               |

## Факты
- Играющая ключевую роль во втором эпизоде второго сезона катастрофа рейса 1 авиакомпании American Airlines действительно произошла во время встречи астронавта Джона Гленна; при этом погибли 95 человек[65].
- В конце восьмого эпизода пятого сезона звучит песня The Beatles «Tomorrow Never Knows». За её использование создатели выплатили 250 тысяч долларов. Это первый и единственный на сегодняшний день случай, когда студийная запись этой британской группы была использована в телесериале[66].
- Компания H.J. Heinz использовала в реальной рекламной кампании идею, основанную на питчинге из 6-го сезона сериала. К выходу рекламы появился пресс-релиз, где говорится: «Кампания „Передай Heinz“, созданная Доном Дрейпером, добиралась до реализации 50 лет. Но сейчас она точно так же свежа, как и в день своей презентации». Питчинг представлял собой фотографии еды на белом фоне: чизбургер, картошка и стейк. Над ними находилась надпись «Передай Heinz»[67]. В компании подчеркнули, что выкупили права на идею у создателей сериала, и заказали рекламному агентству David переснять лозунги из сериала, так как уникальные файлы не сохранились[68].